# AKN Eisenbahn

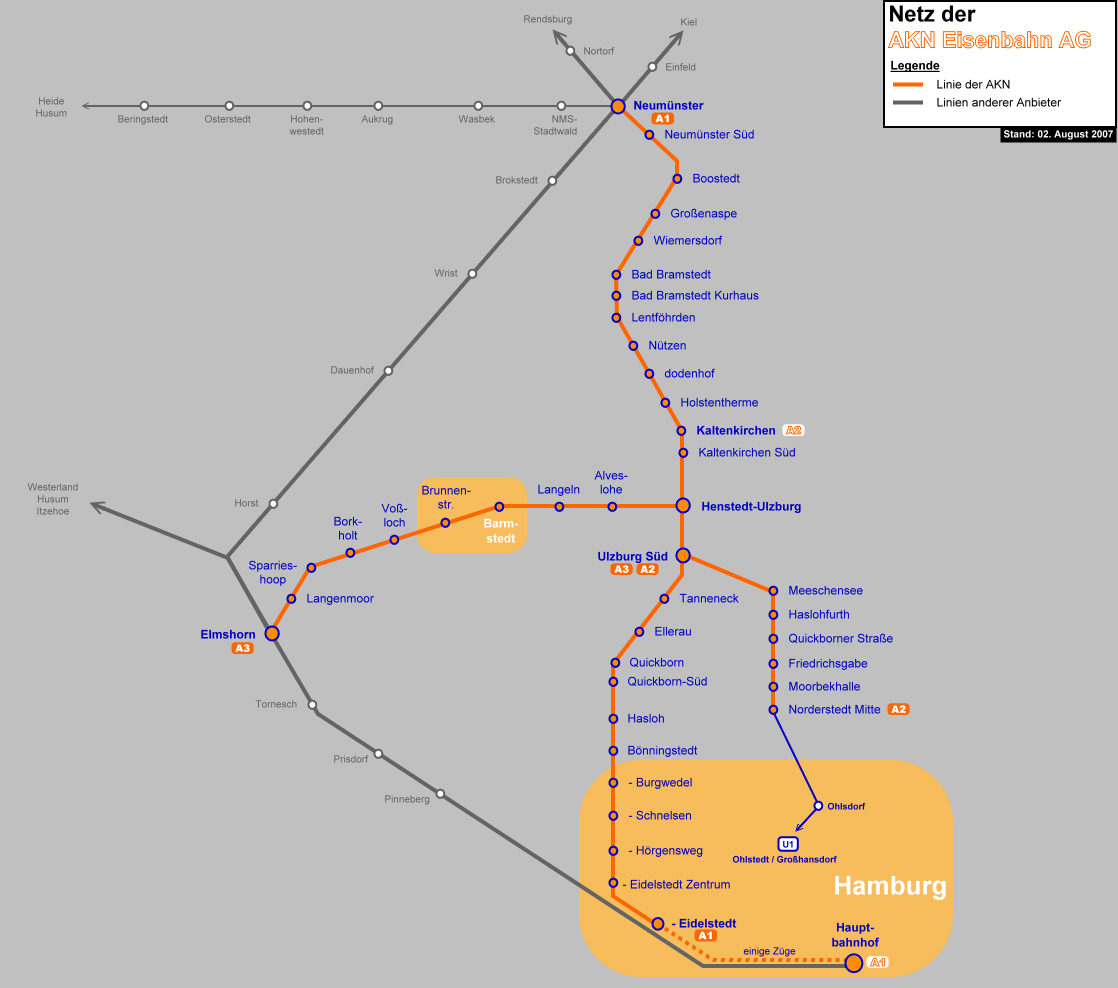
Linjekarta

AKN Eisenbahn AG är ett järnvägsbolag som bedriver kollektivtrafik samt godstrafik i Hamburg och Schleswig-Holstein. Bolagets högkvarter ligger i  Kaltenkirchen. AKN är medlem i Hamburger Verkehrsverbund som har hand om kollektivtrafiken i Hamburg med omnejd. AKN startade år 1883 och är en förkortning av Altona - Kaltenkirchen - Neumünster, bolagets första järnvägslinje. Sträckan Kaltenkirchen – Eidelstedt har dubbelspår, i övrigt är det enkelspår.
I Hamburg och stadens norra förorter kör bolaget lokaltåg som kallas AKN-Bahn, ibland A-Bahn. En linje går mellan Neumünster och Eidelstedt (som har S-Bahn, ett fåtal tåg går vidare på S-Bahn-spåret till Hamburg Hauptbahnhof) och en annan till tunnelbanans station Norderstedt Mitte samt en linje till Elmshorn.
| Linje | Sträcka                                                           |
| ----- | ----------------------------------------------------------------- |
|       | (Hamburg Hauptbahnhof – ) Eidelstedt – Kaltenkirchen – Neumünster |
|       | Norderstedt Mitte – Ulzburg Süd – Kaltenkirchen                   |
|       | Ulzburg Süd - Elmshorn                                            |

## Bilder

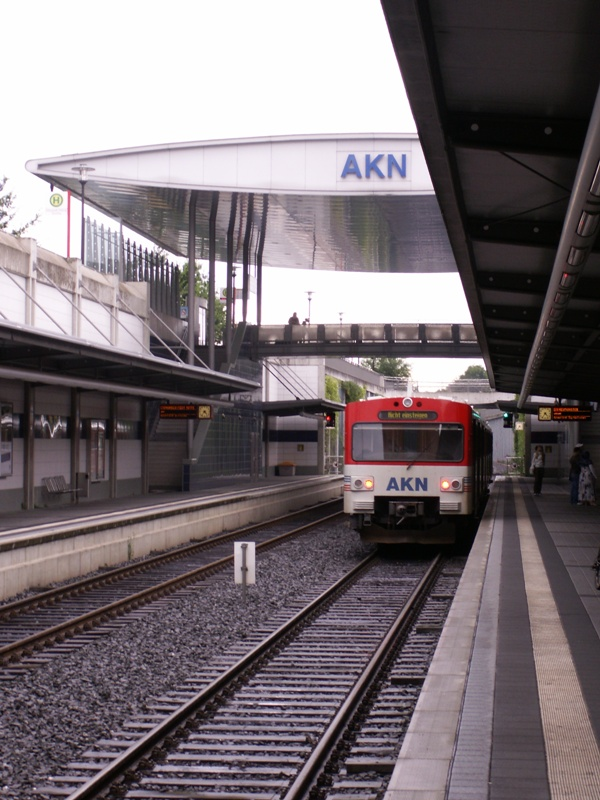
Henstedt-Ulzburg
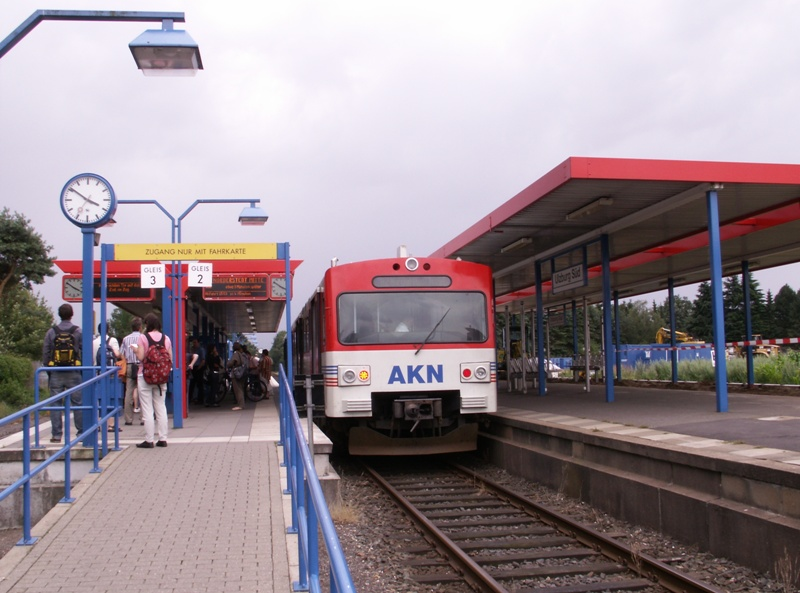
Ulzburg Süd
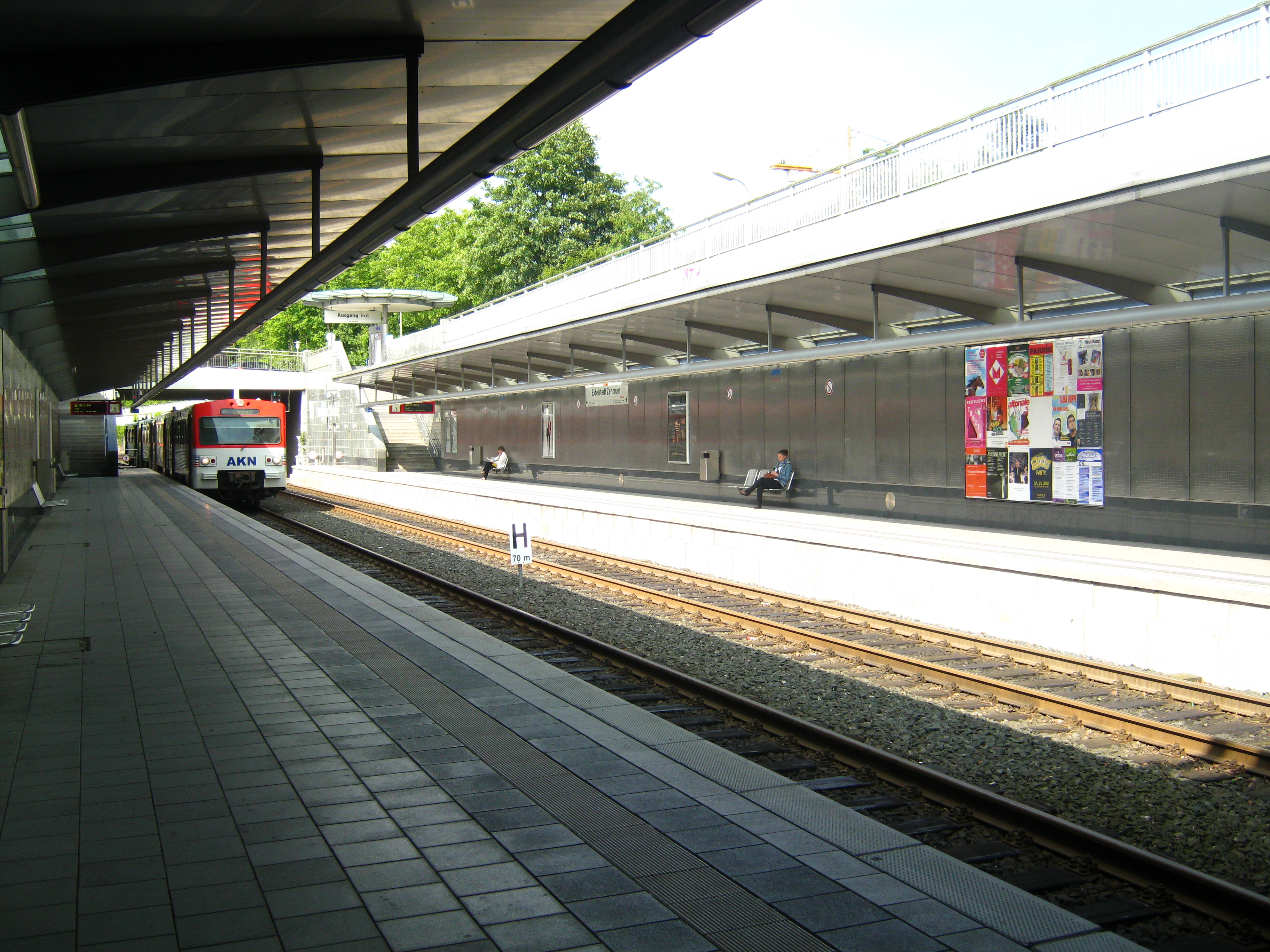
Eidelstedt Zentrum
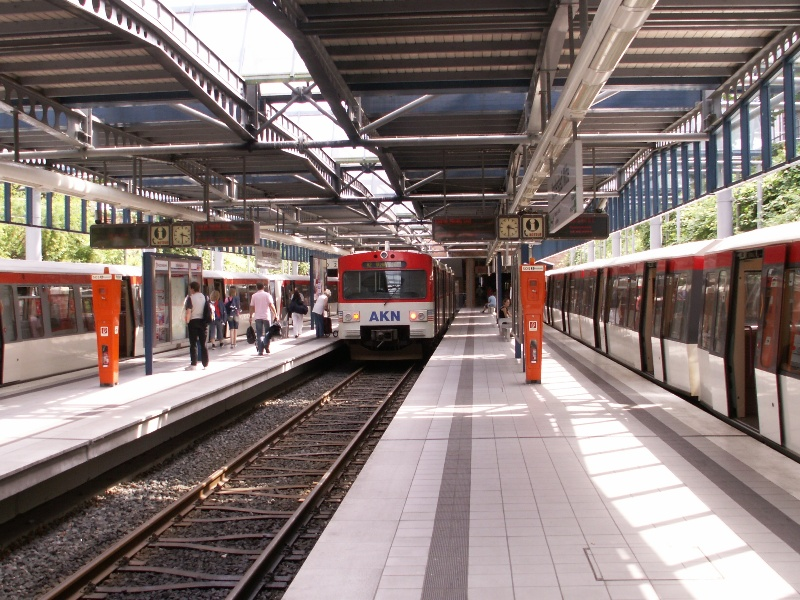
Norderstedt Mitte